# Christopher Kelk Ingold
Sir Cristopher Kelk Ingold (1893-1970) fou un químic britànic. El seu treball innovador als anys 20 i 30 del segle xx sobre mecanismes de reacció i l'estructura electrònica dels compostos orgànics va ser el responsable de la introducció a la química convencional de conceptes com nucleòfil, electròfil, efecte inductiu, efecte de ressonància i de descriptors com ara SN1, SN2, E1 i E2. També va ser coautor de les regles de Cahn-Ingold-Prelog. Ingold és considerat un dels pioners de la química orgànica física.

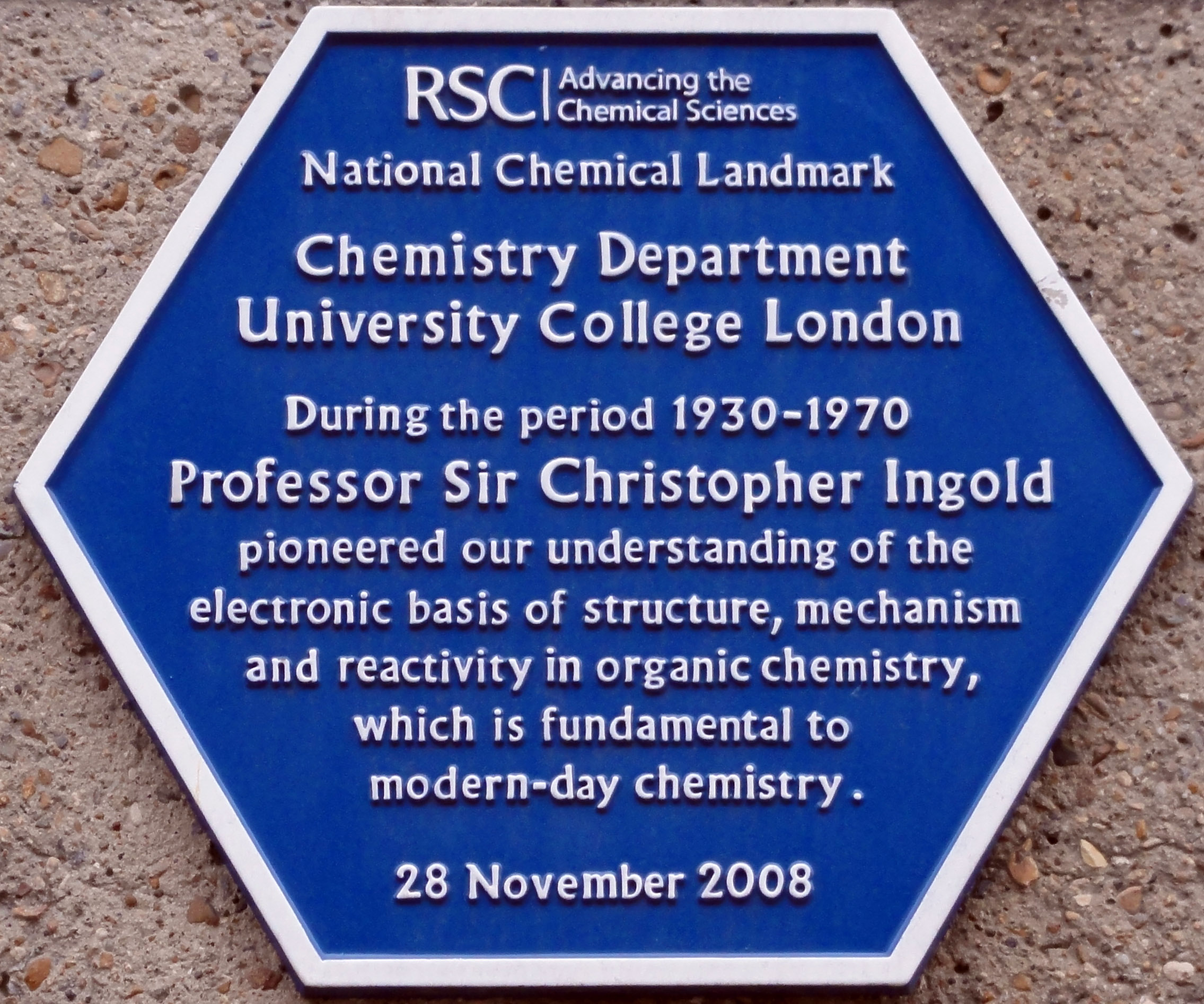
Placa commemorativa de la RSC al University College.